# Salvatore Cherchi
Salvatore Cherchi (Banari, 15 novembre 1950) è un politico italiano, esponente del Partito Democratico.

## Biografia
Nato da una famiglia di operai, a metà degli anni settanta si laurea in ingegneria mineraria presso l'Università di Cagliari. Questo titolo lo porta a trovare lavoro nell'area industriale di Portovesme, fatto che implica il doversi trasferire nel Sulcis, in particolare a Carbonia. Successivamente si dedicherà totalmente alla politica.

### Carriera parlamentare
Cherchi viene eletto alla Camera nelle file del PCI nel 1983, confermandosi poi nel 1987. Passato al Partito Democratico della Sinistra (di cui sarà il primo segretario regionale) dopo lo scioglimento del PCI, nel 1992 e nel 1994 viene eletto al Senato, per poi iniziare una quinta e ultima legislatura in Parlamento nel 1996, sempre nelle file del PDS, stavolta alla Camera. Durante la sua attività parlamentare, Cherchi si è occupato soprattutto di finanza, ricoprendo nel corso degli anni incarichi di relatore del Bilancio dello Stato e delle varie leggi finanziarie nonché di componente di varie Commissioni parlamentari.

### Sindaco di Carbonia
Terminata l'esperienza parlamentare, Cherchi nel 2001 si candida alla guida della coalizione di centrosinistra come sindaco di Carbonia, città di cui era già stato consigliere comunale all'inizio della sua attività politica negli anni ottanta, ottenendo la vittoria al ballottaggio, con il 55% delle preferenze. Cherchi prende quindi il posto di Antonangelo Casula ("primo cittadino" per 10 anni: tre mandati consecutivi, dal 1991 al 2001) alla guida di una delle due città capoluogo della allora istituenda provincia di Carbonia-Iglesias.
Nel giugno del 2006 si ricandida per un secondo mandato: anche in questo caso gli elettori carboniensi lo premiano e lo riconfermano nuovamente sindaco con quasi un plebiscito: Cherchi ottiene infatti il 79,8% dei consensi (contro nemmeno il 6% del candidato della Casa delle Libertà ed il 10% del candidato di Alleanza Nazionale e UDC). In questi anni confluisce inoltre nel Partito Democratico e diviene il presidente dell'ANCI per i comuni sardi.

### Presidente della Provincia di Carbonia-Iglesias
Nella primavera del 2010 si candida a Presidente della Provincia di Carbonia-Iglesias per la coalizione di centrosinistra, formata da PD, IdV; Lista locale Uniti per il Sulcis Iglesiente Tore Cherchi, PSI, SEL, FdS e Rosso Mori.
Alle elezioni del 30 e 31 maggio 2010 ottiene il 50,35% dei voti, avendo la meglio sul candidato del centrodestra Giuseppe Madeddu, venendo eletto Presidente al primo turno. A causa dell'incompatibilità tra le cariche di sindaco e Presidente della Provincia, Cherchi lascia quindi la poltrona di sindaco di Carbonia, che nell'ultimo anno del mandato (prima delle nuove elezioni comunali) sarà affidata al vicesindaco, Maria Marongiu.
Il 7 maggio 2012, all'esito favorevole del referendum diretto alla soppressione delle quattro province sarde istituite nel 2001, Cherchi ha annunciato le sue dimissioni dalla Presidenza della sopprimenda provincia. Tali dimissioni effettive dal momento della validazione del risultato referendario, sono in un secondo tempo state ritirate. Il mandato di Cherchi è cessato il 1º luglio 2013, poco meno di due anni prima della naturale scadenza, con il commissariamento della provincia conseguenza della legge regionale 15 del 28 giugno 2013.